# Xepeli
Xepeli (en rus: Шепели) és un poble de l'óblast de Vladímir, a Rússia, segons el cens del 2010 tenia 35 habitants. Pertany al districte municipal de Sóbinka.